# Кортикальный гомункулус

2D корковый сенсорный гомункул

2D корковый моторный гомункул

Корковый (кортикальный) гомункулус (лат. homunculus — человечек) — это искаженное представление человеческого тела, основанное на нейронной карте областей головного мозга человека, которые отвечают за моторную или сенсорную функцию разных частей тела.
Корковый гомункул или «человек коры головного мозга» иллюстрирует концепт репрезентации ложного (искаженного) тела человеческим мозгом. Нервные волокна, проводящие соматосенсорную информацию со всего тела, заканчиваются в различных областях теменной доли коры мозга, образуя репрезентативную карту тела.

## Типы
Существует два типа корковых гомункулов: моторный и сенсорный гомункулус.
Моторный гомункулус представляет собой карту областей головного мозга которые ответственные за регуляцию движений. Первичная моторная кора головного мозга расположенная в средне-задней части прецентральной извилины, примыкающей к центральной борозде.
Соматосенсорный гомункулус представляет собой карту областей мозга, предназначенных для обработки сенсорный информации, поступающей от органов чувств. Первичная соматосенсорная кора расположена в постцентральной извилине и обрабатывает сигналы, поступающие из таламуса.
Tаламус получает соответствующие сигналы от ствола головного и спинного мозга.

## Расположение
По всей длине основной моторной и сенсорной коры головного мозга упорядоченным образом расположены области, которые специализируются на разных частях тела. Пальцы ног представлены в верхней части полушария головного мозга (или, точнее, в «верхнем конце», поскольку кора головного мозга изгибается внутрь и опускается вверху), а затем по мере движения вниз по полушарию представлены все более высокие части тела. Двигаясь дальше по коре, различные области лица размещаются в порядке сверху вниз, а не снизу вверх, как остальные части тела. Гомункул разделен пополам моторными и сенсорными представлениями для левой стороны тела на правой стороне мозга и наоборот.
Количество коры головного мозга, выделенное на любую из областей тела, не пропорционально к площади или объёму поверхности этой области, а скорее к тому, насколько богато иннервируется (чувствительна) эта область. Области тела с более сложными и / или более многочисленными сенсорными или моторными связями представлены в гомункуле как более крупные, в то время как области с менее сложными и / или менее многочисленными связями представлены как наименьшие. В результате получилось изображение искаженного человеческого тела с непропорционально большими руками, губами и лицом (стандартный вид).
Гомункул может иметь и другой вид, который зависит от чувствительности каждой из зон. Таким образом, гомункул каждого из людей имеет свои уникальные особенности, которые можно увидеть, проведя эксперимент в домашних условиях.
В сенсорном гомункуле под областями, отвечающими за восприятие зубов, десен, челюсти, языка и глотки, находится область для внутрибрюшных ощущений. Традиционно считалось, что сенсорные нейронные сети для гениталий находятся в самом верхнем конце первичной сенсорной коры, за пределами области пальцев ног. Однако более поздние исследования показали, что для гениталий могут быть две разные области коры головного мозга, возможно, различающиеся между собой, одна из которых связана с эрогенной стимуляцией, а другая — с не эрогенной стимуляцией.

## Открытие
Доктор Уайлдер Пенфилд и его соисследователи Эдвин Болдри и Теодор Расмуссен считаются создателями сенсорных и моторных гомункулов. Они не были первыми учеными, пытавшимися объективировать функцию человеческого мозга с помощью гомункула. Тем не менее, они были первыми, кто различил сенсорную и моторную функции и сопоставил их по отдельности в мозге, что привело к появлению двух разных гомункулов. Кроме того, их рисунки, а затем рисунки, полученные на их основе, стали, пожалуй, самыми известными концептуальными картами в современной нейробиологии.
Пенфилд сначала задумал своих гомункулов как мысленный эксперимент, и зашел так далеко, что вообразил воображаемый мир, в котором жили гомункулы, который он назвал «если». Он и его коллеги продолжили эксперименты с электрической стимуляцией различных областей мозга пациентов, перенесших открытую операцию на головном мозге для борьбы с эпилепсией, и, таким образом, смогли создать топографические карты мозга и соответствующие им гомункулы.
Более поздние исследования улучшили это понимание соматотопической структуры с помощью таких методов, как функциональная магнитно-резонансная томография (фМРТ).

## Репрезентация
Пенфилд назвал свои творения "гротескные существа" из-за их странных пропорций. Например, сенсорные нервы, приходящие от рук, оканчиваются на больших участках мозга, в результате чего руки гомункула соответственно становятся большими. Напротив, нервы, исходящие от туловища или ног, покрывают гораздо меньшую площадь, поэтому туловище и ноги гомункула выглядят сравнительно маленькими и слабыми.
Гомункулы Пенфилда обычно изображаются в виде двухмерных диаграмм. Это чрезмерное упрощение, поскольку оно не может полностью показать набор данных, собранных Пенфилдом у пациентов, перенесших операцию на головном мозге. Вместо резкого разграничения между различными участками тела, показанного на чертежах, на самом деле существует значительное перекрытие между соседними областями. Упрощение предполагает, что поражения моторной коры вызывают определённые нарушения в определённых мышцах. Однако это заблуждение, так как поражения вызывают дефицит групп синергетических мышц. Это открытие предполагает, что моторная кора функционирует с точки зрения общих движений как скоординированных групп отдельных движений.
Сенсомоторные гомункулы также могут быть представлены в виде трехмерных фигур (таких как сенсорный гомункул, созданный Шэрон Прайс-Джеймс под разными углами ниже), что может облегчить неспециалистам понимание соотношения между уровни моторной или сенсорной иннервации различных участков тела. Однако эти трехмерные модели не показывают, какие области мозга связаны с какими частями тела.

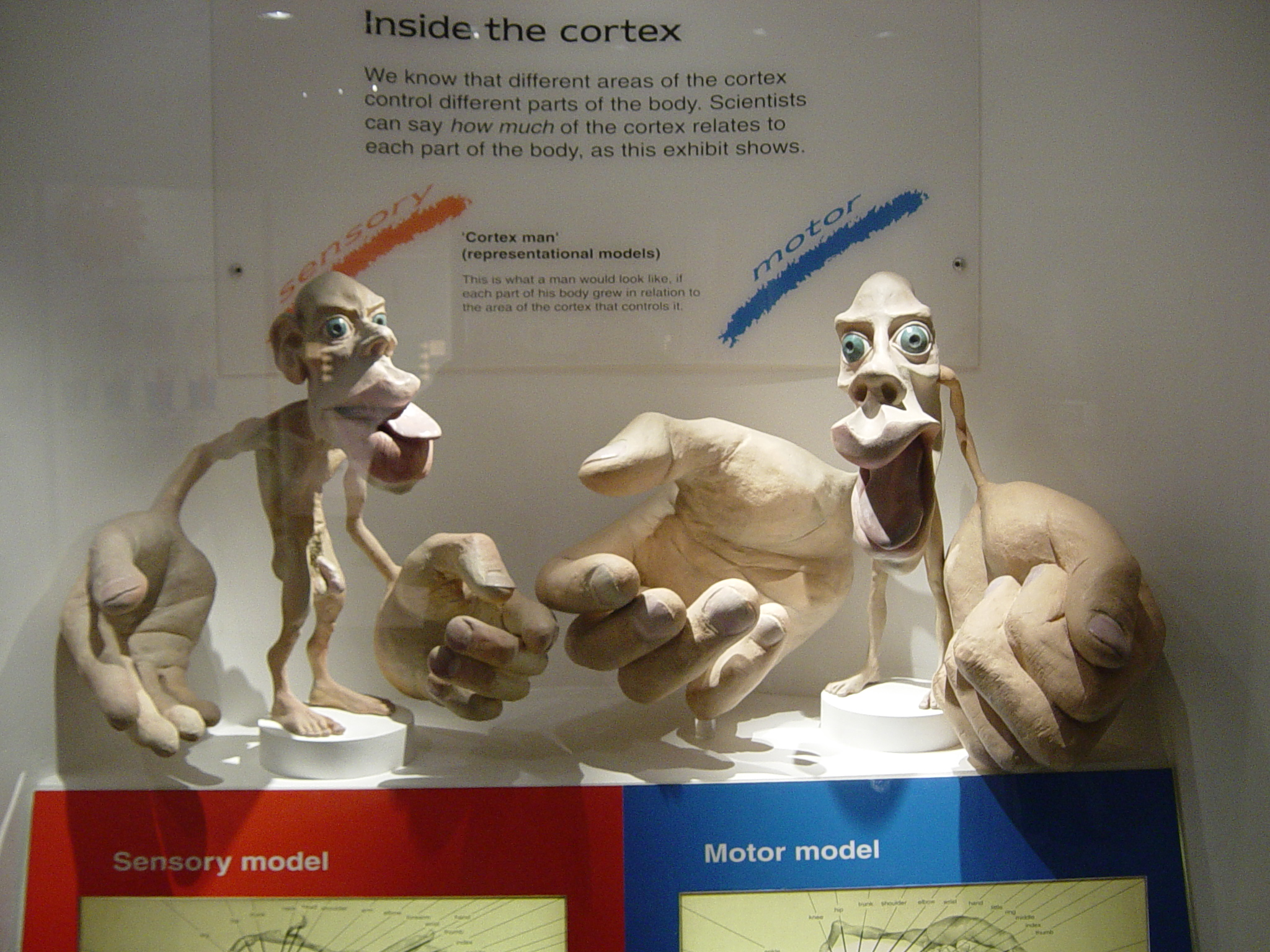
3D сенсорный и моторный гомункул (слева направо)

В недавней статье, опубликованной в рецензируемом журнале Leonardo, озаглавленной «Пропавшая женщина-гомункулус», Хейвен Райт и Престон Фердер, авторы пересматривают историю Гомункула, проливают свет на современные исследования в области нейробиологии женского мозга и раскрывают то, что, по их мнению, является первой скульптурой женского гомункула, выполненной художником и первым автором Хейвен Райт, на основе имеющихся в настоящее время исследований.

## Последние исследования
Современные исследования были проведены с использованием более современного оборудования и технологий. В этом современном исследовании использовались импульсы постоянного тока, подаваемые между биполярными электродами, стимулированные точки отслеживались с помощью современной нейронавигационной системы, а отслеживаемые местоположения преобразовывались в стандартные координаты Монреальского неврологического института. Таким образом, профессор Ру и его коллеги выявили, что последовательность дискретных отдельных зон, представляющих плечо, затем локоть, затем запястье, затем руку не наблюдались. Вместо этого данные показывают то, что авторы называют «относительной соматотопией»; а именно, постепенное прогрессирование, при котором движения плеча представлены медиально, а движения рук — латерально вдоль центральной борозды, каждое из которых значительно перекрывается с изображениями движений локтя и запястья между ними.
Как в представлении верхней конечности, так и в представлении головы современные данные показывают постепенную соматотопическую прогрессию с перекрытием различных частей тела, а не последовательности отдельных, четко разграниченных зон.